# Барбара Касен
Барбара Касен (на френски: Laure Sylvie Barbara Cassin) е френски филолог и философ, активна участничка в множество международни проекти от тези области.
Творческата ѝ кариера се основава на изследвания върху античната софистика, чието влияние тя проследява в езика, реториката и целостта на европейската философия.
Касен е ръководител на изследвания в CNRS, през 2006 г. е директор на центъра Léon-Robin и по-нататък, от 2010 г. – председател на Collège International de Philosophie и редактор на неговото издание Rue Descartes, както и на la Revue des femmes-philosophes за ЮНЕСКО.
В 2004 г. излиза трудът от проект под нейно ръководство, представящ Европейски лексикон на философиите: речник на непреводимите думи, обхващащ около 4000 понятия, формулирани на 15 езика.
През май 2018 г. Касен е избрана за член на Френската академия.

## Живот и творчество
Барбара Касен е родена в парижкото предградие Булон-Биянкур на 24 октомври 1947 г. Учи в Париж като в лицея „Кондорсе“. Неин преподавател е френският последовател на Мартин Хайдегер Жан Бофре. През 1968 г. се дипломира в Сорбоната под ръководството на Фердинанд Алкие с работа върху кореспонденцията на Лайбниц и Арно. Още като студентка започва да превежда немски философи, сред които и Хана Аренд.
Задълбочава заниманията си с класическа филология и през 1974 г. защитава докторат Върху Мелис, Ксенофан и Горгий, който е забелязан от корифеите в областта. През 1976 – 1978 г. тя работи в университета във Фрайбург (мястото на Хайдегер) и този в Хайделберг. През 1984 г. постъпва в CNRS, като в следващите 20 години израства до върха в неговата йерархия. През 1990 г. организира международния колоквиум Съвременни стратегии в апроприирането на Античността с множество именити участници На следващата година стартира проектът за Европейски лексикон, който отнема повече от десетилетие. Работата е част от общоевропейски проект за изложение онлайн на европейското културно наследство (ЕСНО). По този повод Касен пише критично есе срещу технократските подходи към култура, въплътени в елементарни търсачки През 2006 – 2008 г. Касен е съветник към образователно звено на Европейската комисия. Успоредно с тези ангажименти Касен развива и дейност в Латинска Америка и Африка, като прилага своите експертни разбирания за множествеността на езиковите връзки.

## Отличия
- Почетен гражданин на Сао Пауло[5].
- 2012: Grand prix de philosophie de l’Académie française за цялостно творчество.
- 2014: Кавалер на Почетния легион, по предложение на министъра на културата (Aurélie Filippetti).
- 2018: Златен медал от Националния център за научни изследвания (CNRS)[6].

### Трудове
- Si Parménide. Le traité anonyme De Melisso Xenophane Gorgia. Édition critique et commentaire, in J. Bollack, Cahiers de philologie, IV, Presses universitaires du Septentrion, Lille, 1980, 646 p. ISBN 2-85939-151-7
- L'effet sophistique, Paris: Gallimard, 1995
- Aristote et le logos: contes de la phénoménologie ordinaire, Paris: PUF, 1997
- Parménide, Sur la nature ou sur l'étant. Le grec, langue de l'être?, Paris: Seuil, 1998
- Voir Hélène en toute femme: d'Homère à Lacan, Paris: Les Empêcheurs de penser en rond, 2000
- Google-moi: la deuxième mission de l'Amérique, Paris: Albin Michel, 2006
- Avec le plus petit et le plus inapparent des corps, Paris: Fayard 2007
- Jacques le Sophiste. Lacan, logos et psychanalyse, Paris: EPEL, 2012
- Plus d'une langue, Paris: Bayard, 2012
- La nostalgie. Quand donc est-on chez soi? Ulysse, Énée, Hannah Arendt., Paris: Autrement, 2013
- L'archipel des idées de Barbara Cassin, Paris: Éditions de la Maison des Sciences de l'Homme, 2014, 180 p. ISBN 978-2-7351-1699-7
- Derrière les grilles: sortons du tout-évaluation, Paris: Éditions Mille et une nuits, 2014
- Sophistical Practice. Toward a Consistent Relativism., Fordham University Press, 2014, 384 p. ISBN 978-0-8232-5638-9
- Éloge de la traduction. Compliquer l'universel, Fayard, 2016. ISBN 978-2-213-70077-9
- Quand dire, c'est vraiment faire: Homère, Gorgias et le peuple arc-en ciel, Fayard, 2018. ISBN 978-2-213-71161-4
- Le bonheur, sa dent, douce à la mort. Autobiographie philosophique. Fayard, 2020, ISBN 978-2-213-71495-0 (252 p.)

### Преводи
Самостоятелни преводи
- Aristote, Sur Melissus, Xénophane et Gorgias, in Si Parménide, 1980
- Parménide, Sur la nature ou sur l'étant, Seuil, Paris, 1998

В съавторство с Мишел Нарси
- Aristote, Métaphysique IV, in La Décision du sens, 1989
- J. Lukasiewicz, Le principe de contradiction chez Aristote, in Rue Descartes, n° 1 – 2, p. 9 – 32, Albin Michel, Paris, 1991
- Richard Broxton Onians, avec Armelle Debru, Les Origines de la pensée européenne, coll. L'ordre philosophique, Seuil, Paris, 1999

Като участник в колектив от преводачи
- A. Arendt, dir. Patrick Lévy, La Crise de la culture, Gallimard, Paris, 1972.
- A. Arendt, Vies politiques, Gallimard, Paris, 1974.
- Peter Szondi, dir Jean Bollack, Poésie et poétique de l'idéalisme allemand, Minuit, Paris, 1975.
- Dir. A. Soulez, Manifeste du Cercle de Vienne et autres écrits, PUF, Paris, 1985.
- Заедно с Fernando Santoro, António Vieira, Sermão de Nossa Senhora do Ó Архив на оригинала от 2014-10-21 в Wayback Machine., inédit.